# Jacob Fabricius (1593–1654)
Jacob Fabricius (ursprungligen Schmidt) född 19 juli 1593 i Köslin, död 11 augusti 1654 i Stettin, var en tysk präst och teologisk författare.
Jacob Fabricius var son till skomakaren i Köslin Joachim Schmidt. Han gick i skola i Köslin och från 1601 vid pedagogien i Stettin. Fabricius var därefter huslärare i Lübeck innan han 1614 blev student vid Rostocks universitet. 1616 anställdes han vid stadsskolan i Köslin, 1619 blev han diakon där och 1620 prost i Rügenwalde och samma år hertiglig hovpredikant. 1621 blev Fabricius hovpredikant i Stettin. Han inskrevs 1625 vid Greifswalds universitet som teologie kandidat och blev samma år teologie licentiat och året därpå teologie doktor. Efter Gustav II Adolfs landstigning i Pommern hörde kungen Fabricius predika och begärde då att få honom som sin hovpredikant, vilket i början av 1631 beviljades. Han tjänstgjorde därefter som hovpredikant och superintendent hos kungen fram till Gustav II Adolfs död i slaget vid Lützen 1632. Efter slaget följde han med kungens likfärd till Wolgast 1633 och höll där en likpredikan som blev känd som "Justa gustaviana". Efter det återgick han till sin tjänst i Stettin. 1634 blev han hertiglig superintendent i Hinterpommern och kyrkoherde i Marienkirche i Stettin samt professor vid gymnasiet där. På 1640-talet skrev han flera stridsskrifter mot Lübeck-teologen Jacob Stolterfoth om syner och uppenbarelser.